# میان‌راه ازمیان-سیلیکون

تی‌اس‌وی‌های مورد استفاده توسط دای دی‌رَم پشته‌شده در ترکیب با میانجی حافظهٔ پهنای‌باند بالا (HBM)

در مهندسی الکترونیک، یک میان‌راه ازمیان-سیلیکون (به انگلیسی: through-silicon via) (اختصاری تی‌اس‌وی) یا میان‌راه ازمیان-تراشه (به انگلیسی: through-chip via) یک اتصال‌دهنده الکتریکی عمودی (میان‌راه) است که به‌طور کامل ازمیان یک ویفر یا دای سیلیکونی عبور می‌کند. تی‌اس‌وی‌ها فنون میان‌هابند با کارایی-بالا هستند که به عنوان جایگزینی برای بندزنی سیمی و تراشه برگردان‌ها برای ایجاد بسته‌های سه‌بُعدی و مدارهای مجتمع سه‌بُعدی استفاده می‌شوند. در مقایسه با جایگزین‌هایی مانند بسته-روی- بسته، تراکم میان‌هابند و افزاره به‌طور چشمگیری بالاتر است و طول اتصالات کوتاه‌تر می‌شود.

## طبقه‌بندی

تجسم تی‌اس‌وی‌های میان‌راه-نخست، میان‌راه-میانی و میان‌راه-آخرین

بر اساس فرایند تولید، سه نوع مختلف تی‌اس‌وی وجود دارد: تی‌اس‌وی‌های میان‌راه-نخست قبل از الگوبرداری از اجزای منفرد (ترانزیستورها، خازن‌ها، مقاومت‌ها و غیره) (مرحله پیشین خط (اف‌ئی‌اوال)) برساخته می‌شوند، تی‌اس‌وی‌های میان‌راه-میانی پس از الگوبرداری تک تک اجزا، اما قبل از لایه‌های فلزی (مرحله پسین خط (بی‌ئی‌ال‌او)) برساخته می‌شوند و تی‌اس‌وی‌های میان‌راه-آخرین پس از (یا در طول) فرایند بی‌ئی‌ال‌او برساخته می‌شوند. تی‌اس‌وی‌های میان‌راه-میانی در حال حاضر یک گزینه محبوب برای آی‌سی‌های ۳بعدی پیشرفته و همچنین برای پشته‌های میان‌نهادنده هستند.
تی‌اس‌وی‌ها از طریق مرحله پیشین خط (اف‌ئی‌اوال) باید در مراحل ئی‌دی‌ای و ساخت به دقت در نظر گرفته شوند. این به این دلیل است که تی‌اس‌وی‌ها تنش حرارتی-مکانیکی را در لایه اف‌ئی‌اوال القا می‌کنند و در نتیجه بر رفتار ترانزیستور تأثیر می‌گذارند.

## کاربردها

### حسگرهای تصویر
حسگرهای تصویر سیماس (CIS) جزو اولین کاربردهایی بودند که تی‌اس‌وی(ها) را در تولید حجمی به کار گرفتند. در کاربردهای اولیه سی‌آی‌اس، تی‌اس‌وی‌ها در قسمت‌پشتی ویفر حسگر تصویر برای ایجاد میان‌هابندها، حذف پیوندهای سیمی، و امکان کاهش ضریب شکل و میان‌هابندها با چگالی بالاتر شکل می‌گرفتند. پشته‌سازی تراشه تنها با ظهور سی‌آی‌اس با روشنایی پشتی (BSI) به وجود آمد و شامل تغییر ترتیب لنز، مدار و فتودیود از روشنایی-جلویی سنتی بود، به طوری که نوری که از لنز عبور می‌کند ابتدا به دیود نوری و سپس مدارات برخورد کند. این کار با چرخاندن ویفر فوتودیود، نازک‌سازی قسمت‌پشتی و سپس چسباندن آن در بالای لایه بازخوانی با استفاده از یک پیوند اکسیدی مستقیم، با تی‌اس‌وی‌ها به صورت میان‌هابندها در اطراف انجام شد.

### بسته‌های سه‌بُعدی
یک بسته سه بعدی (سامانه در یک بسته، تراشه پشته‌ای ام‌سی‌ام، و غیره) شامل دو یا چند تراشه (مدارهای مجتمع) است که به صورت عمودی روی هم چیده شده‌اند تا فضای کمتری اشغال کنند و/یا اتصال‌دهندگی بیشتری داشته باشند. یک نوع جایگزین از بسته سه‌بُعدی را می‌توان در فناوری بسته‌بندی جا سیلیکونی IBM یافت، که در آن آی سی‌ها روی هم چیده نمی‌شوند، اما یک زیرلایه حامل حاوی تی‌اس‌وی برای اتصال چندین آی سی به یکدیگر در یک بسته استفاده می‌شود. در اکثر بسته‌های سه بعدی، تراشه‌های پشته‌شده در امتداد لبه‌های خود به هم متصل می‌شوند. این سیم‌کشی لبه‌ای کمی طول و عرض بسته را افزایش می‌دهد و معمولاً به یک لایه «میان‌نهادنده» اضافی بین تراشه‌ها نیاز دارد. در برخی بسته‌های سه بعدی جدید، تی‌اس‌وی‌ها با ایجاد اتصالات عمودی از طریق بدنه تراشه‌ها، سیم‌کشی لبه‌ای را جایگزین می‌کنند. بسته به دست آمده طول یا عرض اضافه‌ای ندارد. از آنجایی که نیازی به میان‌نهادنده نیست، یک بسته تی‌اس‌وی سه بُعدی نیز می‌تواند مسطح‌تر از بسته‌های سه بعدی سیم‌دار-لبه‌ای باشد. این فنّ تی‌اس‌وی گاهی به عنوان تی‌اس‌اس (به انگلیسی: Through-Silicon Stacking) نیز شناخته می‌شود

### مدارهای مجتمع ۳بعدی
مدار مجتمع سه‌بُعدی (آی‌سی سه‌بُعدی) یک مدار مجتمع تکی است که با چیدن ویفرها و/یا دایهای سیلیکونی و اتصال عمودی آنها به یکدیگر ساخته می‌شود تا مانند یک افزاره واحد عمل کنند. با استفاده از فناوری تی‌اس‌وی، آی‌سی‌های سه بعدی می‌توانند مقدار زیادی از عملکرد را در یک «ردپایه» کوچک قرار دهند. افزاره‌های مختلف در این پشته ممکن است ناهمگن باشند، به عنوان مثال ترکیب مدار منطقی سیماس، دی‌رَم و مواد III-V در یک آی‌سی تک. علاوه بر این، مسیرهای الکتریکی حیاتی از طریق افزاره را می‌توان به شدت کوتاه کرد که منجر به عملکرد سریعتر می‌شود. استاندارد حافظه دی‌رَمدی‌رَم سه بعدی با ورودی/خروجی پهن (جدک JESD229) شامل تی‌اس‌وی در طراحی می‌شود.

## تاریخ
خاستگاه مفهوم تی‌اس‌وی را می‌توان به حق اختراع ویلیام شاکلی «ویفر نیم‌رسانشی و روش ساخت یکسان» جستجو کرد که در سال ۱۹۵۸ ثبت شد و در سال ۱۹۶۲ اعطا شد، که توسط محققان آی‌بی‌ام مرلین اسمیت و امانوئل استرن با حق اختراع خود «روش‌های ایجاد میان-اتصالات در ویفرهای نیم‌رسانا» در سال ۱۹۶۴ ثبت شد و در سال ۱۹۶۷ اعطا شد، دومی روشی را برای زُدایش یک سوراخ ازمیان سیلیکون توصیف می‌کند، توسعه داده شد. تی‌اس‌وی در ابتدا برای یکپارچه‌سازی سه بعدی طراحی نشده بود، اما اولین تراشه‌های سه بعدی مبتنی بر تی‌اس‌وی بعداً در دهه ۱۹۸۰ اختراع شدند.
اولین تراشه‌های پشته‌شده مدار مجتمع سه بعدی (آی‌سی سه‌بُعدی) برساخته با فرایند تی‌اس‌وی در دهه ۱۹۸۰ ژاپن اختراع شد. هیتاچی در سال ۱۹۸۳ یک حق‌اختراع ژاپنی به ثبت رساند و پس از آن فوجیتسو در سال ۱۹۸۴ ثبت کرد. در سال ۱۹۸۶، فوجیتسو یک حق اختراع ژاپنی را ثبت کرد که در آن ساختار تراشه پشته‌شده با استفاده از تی‌اس‌وی توضیح داده شد. در سال ۱۹۸۹، میتسوماسا کویوناگی از دانشگاه توهوکو، پیشگام فنّ پیوندزنی ویفر-به-ویفر با تی‌اس‌وی بود که از آن برای برساخت یک تراشه ال‌اس‌آی سه بعدی در سال ۱۹۸۹ استفاده کرد. در سال ۱۹۹۹، انجمن فناوری‌های الکترونیک اَبَر-پیشرفته (ASET) در ژاپن شروع به تأمین مالی توسعه تراشه‌های آی سی سه بعدی با استفاده از فناوری تی‌اس‌وی کرد که پروژه «تحقیق و توسعه در فناوری یکپارچه‌سازی سامانه الکترونیکی با چگالی بالا» نامیده می‌شود. گروه کویوناگی در دانشگاه توهوکو از فناوری تی‌اس‌وی برای برساخت یک تراشه حسگر تصویر پشته‌شده سه‌لایه در سال ۱۹۹۹، یک تراشه حافظه سه‌لایه در سال ۲۰۰۰، یک تراشه شبکیه مصنوعی سه‌لایه در سال ۲۰۰۱، یک ریزپردازنده سه‌لایه در سال ۲۰۰۲ و یک تراشه حافظه ده‌لایه در سال ۲۰۰۵، استفاده کرد.
روش میان‌راه میان‌تراشه‌ای (ICV) در سال ۱۹۹۷ توسط یک تیم تحقیقاتی فراونهوفر – زیمنس شامل پیتر رام، دی. بولمان، آر. براون، آر. بوشنر، یو. کائو مین، مانفرد انگلهارت و آرمین کلمپ توسعه یافت. این نوعی از فرایند تی‌اس‌وی بود و بعدها فناوری اس‌ال‌آی‌دی (فناوری میان-پخشی مایع جامد) نامیده شد.
اصطلاح «میان‌راه ازمیان‌سیلیکون» (تی‌اس‌وی) توسط محققان ترو-اس‌آی تکنولوجیس سرگئی ساواستیوک، اُو سینیگوین و ئی کورچینسکی ابداع شد که در سال ۲۰۰۰ یک روش تی‌اس‌وی را برای راه‌حل بسته‌بندی در سطح ویفر (WLP) سه بعدی ارائه کردند.
حسگرهای تصویری سیماس با استفاده از تی‌اس‌وی توسط شرکت‌هایی از جمله توشیبا، آپتینا و اس‌تی‌میکروالکترونیکس طی سال‌های 2007 – ۲۰۰۸ تجاری شدند و توشیبا نام فناوری آنها را «میان‌راه ازمیان‌سیلیکون» (تی‌اس‌وی) گذاشت. حافظه دسترسی-تصادفی (RAM) پشته‌شدهٔ سه‌بعدی توسط الپیدا مموری تجاری‌سازی شد که اولین تراشه دی‌رَم ۸ گیگابایتی (همراه با چهار دای اس‌دی‌رَم دی‌دی‌آر۳ پشته‌شده) را در سپتامبر ۲۰۰۹ توسعه داد، و آن را در ژوئن ۲۰۱۱ منتشر کرد. تی‌اس‌ام‌سی برنامه‌های خود را برای تولید آی‌سی سه‌بعدی با فناوری تی‌اس‌وی در ژانویه ۲۰۱۰ اعلام کرد. در سال ۲۰۱۱، اس‌کی هاینیکس ۱۶ گیگابایتی اس‌دی‌رَم دی‌دی‌آر۳ (کلاس ۴۰ نانومتری) با استفاده از فناوری تی‌اس‌وی را معرفی کرد، سامسونگ الکترونیکس دی‌دی‌آر۳ ۳۲ گیگابایتی پشته‌شده ۳بُعدی (کلاس ۳۰ نانومتر) را بر اساس تی‌اس‌وی در ماه سپتامبر معرفی کرد و سپس سامسونگ و میکرون تکنولوژی فناوری مکعب حافظه ترکیبی (HMC) مبتنی‌بر تی‌اس‌وی را در ماه اکتبر اعلام کردند. اس‌کی هاینیکس اولین تراشه حافظه با پهنای‌باند بالا (HBM) را بر اساس فناوری تی‌اس‌وی در سال ۲۰۱۳ تولید کرد. فناوری میان‌راه میانی توسط ایمک تحت نظر اریک بین توسعه داده شد. میان‌راه میانی بهترین بده‌بستان را از نظر هزینه و تراکم میان‌هابند ارائه کرد. این کار توسط کوالکام پشتیبانی شد، و سپس ان‌ویدیا، زیلینک و آلترا، که به دنبال راه‌هایی برای شکست دادن اینتل در بازی خود - افزایش حافظه روی تراشه بودند، اما درآن زمان با پشته‌سازی، به جای مقیاس‌بندی.